# Brachysporium obovatum
Brachysporium obovatum är en svampart som beskrevs av Keissl. 1886. Brachysporium obovatum ingår i släktet Brachysporium och familjen Trichosphaeriaceae.   Inga underarter finns listade i Catalogue of Life.